# Ben Elkins
Benjamin F. „Ben“ Elkins (* 12. Oktober 1940; † 23. November 2021) war ein US-amerikanischer Jazzmusiker (Posaune, Bassposaune, Arrangement) und Hochschullehrer.

## Leben und Wirken
Elkins besuchte die Marion Senior High School, wo er in der Schulband Posaune spielte und Tambourmajor war. Er studierte Bassposaune am Berklee College of Music bei John Coffee, einem Musiker beim Boston Symphony Orchestra. Nach seinem Bachelor-Abschluss 1968 wurde er 1973 an die Fakultät der Hochschule berufen; 1979 gründete Elkins seine eigene Bigband, die Back Bay Brass, für die er Arrangements schrieb. Zu seinen beruflichen Verdiensten zählen seine Auftritte bei Produktionen des Shubert Theatre Orchestra von Dreamgirls, Annie, Dancin’, Ain't Misbehaving, Phantom of the Opera und 42nd Street. Elkin war außerdem als Mitglied der Bands von Stan Kenton, Urbie Green, Sammy Davis, Jr. und Joe Williams aufgetreten. Kurz vor seinem Tod führte Elkins’ Studentenband, The Back Bay Brass Jazz Orchestra, im Berklee Performance Center Johnny Richards’ Cuban Fire Suite auf, die 1956 vom Stan Kenton Orchestra aufgenommen worden war. Elkins’ Schüler spielten im Mai 2021 die erste Live-Aufführung dieser Musik seit 1956. Im Bereich des Jazz war er laut Tom Lord zwischen 1982 und 1995 an vier Aufnahmesessions beteiligt, u. a. mit dem Pianisten Riccardo Garzoni (Blue Carpe).